# Moussa Sène Absa
Moussa Sène Absa, de son vrai nom : Moussa Sène, né en 1958 à Dakar, est un cinéaste, acteur, scénariste, réalisateur et producteur sénégalais. Il est aussi peintre et compositeur.

## Biographie

### Début de carrière
Né au Sénégal, Moussa Sène Absa commence d'abord par le théâtre. En effet, il devient d'abord comédien sur scène avant de virer vers la mise en scène au théâtre. Il écrit la pièce "La légende de Ruba" qui devient sa première œuvre en tant que metteur en scène.
Il est acteur dans les longs métrages Paris XY et Peignoir Noir, respectivement réalisés par Zeka Laplaine et Nicole Ribowski.

### Parcours de réalisateur
Le cinéaste fait alors ses premiers pas de réalisateur avec son court métrage Le Prix du Mensonge en 1988. Sur une durée de 20 minutes, le film relate l'histoire de deux frères africains qui vivent dans la région Parisienne en France avec des niveaux de vie et des obstacles plutôt différents.
En outre, il a écrit le scénario du film Les Enfants de Dieu qui fut même honoré au Festival du Film Francophone de Fort-de-France.
Moussa est loin de s'arrêter, son film emblématique Tableau Ferraille remporte le prix de la meilleure photographie au FESPACO en 1997, deux ans après la sortie de l'œuvre. En 2003 aussi, le long métrage Madame Brouette est primé au Festival International du Film de Berlin avec l'Ours d'Argent. Ses sketchs intitulés Goor Goorlu (400 pièces d'environ 5 minutes chacune) ont connu un franc succès auprès de la population Sénégalaise. Ils étaient diffusés à la télévision nationale.

## Filmographie
1988 : Le Prix du mensonge
1990 : Ken Bugul
1991 : Entre nos mains ; Jaaraama ; Set Setal
1992 : Moolan
1993 : Offrande à Mame Njare
1994 : Ça twiste à Poponguine ; Yalla yaana
1995 : Tableau Ferraille
1998 : Jëf Jël ; Tableau ferraille
2001-2003: Góor-góorlu
1999 : Blues pour une diva
2001 : Ainsi meurent les anges
2002 : Madame Brouette
2004 : L'Extraordinaire destin de Madame Brouette (Madame Brouette)
2004 : Ngoyaan, le chant de la séduction
2007 : Téranga Blues
2010 : Yoole
2020 : Black and White (série télévisée)
2022 : Xalé

## Prix et récompenses
En 1988, il remporte  la Tanit d'argent aux journées cinématographiques de Carthage grâce au court-métrage Le Prix du Mensonge.
En 1997 il remporte le prix de la meilleure photographie au FESPACO pour son film dénommé Tableau Ferraille.
En 2003, le long métrage Madame Brouette a obtenu un prix au Festival International du Film de Berlin avec l'Ours d'Argent.